# 76 Cygni
76 Cygni är en vit stjärna i huvudserien i stjärnbilden Svanen. 
Stjärnan har visuell magnitud +6,08 och är knappt synlig för blotta ögat vid god seeing. Den befinner sig på ett avstånd av ungefär 495 ljusår.